# Pier Filippo Gomez Homen
Pier Filippo Gomez Homen (Firenze, 18 ottobre 1903 – 1983) è stato un politico italiano.

## Biografia
Discendente dal ramo cadetto di una nobile famiglia di origine spagnola, amico fin dal liceo di Alessandro Pavolini, è un fascista della prima ora e prende parte alla marcia su Roma. Uomo di grande cultura, conosce inglese, francese e tedesco e fa una rapida carriera che lo vede ispettore del PNF, ispettore nazionale dell'artigianato, vice-podestà di Firenze. Nel 1935 parte volontario per l'Etiopia, dalla quale torna decorato di medaglia di bronzo. Durante la seconda guerra mondiale combatte sul fronte greco-albanese. Dopo l'8 settembre aderisce alla RSI ma il 27 aprile abbandona la colonna di Mussolini per rifugiarsi dapprima a Como, quindi in Svizzera. È stato amministratore delegato della Nazionalcine.